# Владимир Стоянов (футболист)
Владимир Русев Стоянов (27 септември 1964 – 18 юни 2019) е български футболист, нападател, а след това и треньор по футбол. По време на състезателната си кариера бележи общо 109 гола в А група за Черноморец (Бургас), Локомотив (София), Ботев (Пловдив) и Спартак (Пловдив). Играл е също и за испанския Депортиво Ла Коруня.

## Кариера
Родом от Бургас, Владо Стоянов започва футболната си кариера в местния клуб Черноморец. Включен е в първия състав през сезон 1982/83, когато прави своя дебют в А група. Играе за „акулите“ до пролетта на 1990 г. Записва общо 194 мача и бележи 91 гола – 132 мача с 49 гола в А група, както и 62 мача с 42 гола в Б група. През сезон 1988/89 става голмайстор на втория ешелон с 24 попадения в 34 мача. По време на същата кампания с Черноморец достига до финал за Купата на България, който е загубен с 0:3 от ЦСКА. През есента на 1989 г. играе в двата мача на бургазлии срещу албанския Динамо (Тирана) от европейския турнир КНК. Вкарва един от головете за победата с 3:1 в Бургас на 16 август 1989 г. Три месеца по-късно дебютира за националния отбор в световна квалификация като гост срещу Гърция, загубена с 0:1 на 15 ноември 1989 г. Това обаче остава единствената му изява за България.
През пролетта на 1990 г. Стоянов преминава в испанския втородивизионен Депортиво Ла Коруня. Дебютира в 31-вия кръг от сезона на 8 април 1990 г., когато вкарва единствения гол за победата с 1:0 срещу Сабадел. Участва във всички 6 мача до края на кампанията в Сегунда Дивисион и се разписва 3 пъти. През юни 1990 г. играе и в двата мача срещу Тенерифе от плейофите за влизане в Примера Дивисион. Ла Коруня не успява да спечели промоция и след края на сезона се завръща в Черноморец.
През 1990/91 Стоянов изиграва 27 мача за бургазлии в А група и реализира 17 попадения. Това го нарежда на 4-то място в голмайсторската листа на елитното първенство за сезона.
През лятото на 1991 г. преминава в Локомотив (София). В продължение на две години е водещ реализатор на отбора, като и в двата сезона се класира на 2-ро място в голмайсторската листа на А група. През 1991/92 се разписва 17 пъти в първенството, а през 1992/93 бележи 21 гола.
През лятото на 1993 г. Стоянов преминава в Ботев (Пловдив), където обаче рядко попада в състава. След това играе за Спартак (Пловдив), преди да приключи състезателната си кариера през 1996 г. с екипа на родния Черноморец. Любопитен факт от кариерата му е, че няма пропусната дузпа в А група. Изпълнил е общо 25 наказателни удара в мачове от елитното първенство (10 за Черноморец и 15 за Локомотив), като е превърнал в гол всички от тях.
Владо Стоянов умира на 54 години от рак на белия дроб на 18 юни 2019 г.

## Статистика по сезони
Включени са само мачовете от първенството.
| Сезон    | Отбор          | Първенство | Мачове | Голове |
| -------- | -------------- | ---------- | ------ | ------ |
| 1982/83  | Черноморец     | A група    | 10     | 1      |
| 1983/84  | Черноморец     | A група    | 27     | 13     |
| 1984/85  | Черноморец     | A група    | 28     | 10     |
| 1985/86  | Черноморец     | Б група    | 28     | 18     |
| 1986/87  | Черноморец     | А група    | 24     | 9      |
| 1987/88  | Черноморец     | А група    | 25     | 7      |
| 1988/89  | Черноморец     | Б група    | 34     | 24     |
| 1989/90  | Черноморец     | А група    | 18     | 9      |
| 1990/пр. | Ла Коруня      | Сегунда    | 6      | 3      |
| 1990/91  | Черноморец     | А група    | 27     | 17     |
| 1991/92  | Локомотив (Сф) | А група    | 29     | 17     |
| 1992/93  | Локомотив (Сф) | А група    | 27     | 21     |
| 1993/94  | Ботев (Пд)     | А група    | 5      | 1      |
| 1994/95  | Спартак (Пд)   | А група    | ?      | 4      |
| 1995/96  | Черноморец     | Б група    | ?      | ?      |